# Sci di fondo ai III Giochi olimpici invernali - 18 km maschile
La competizione sulla distanza di 18 km di sci di fondo si disputò il 10 febbraio a partire dalle 9:30 e presero il via 42 atleti di 11 diverse nazionalità. La pista si snodava lungo il percorso "Mt. Whitney", copriva un dislivello di 500 m ed era lunga 18,214 m; la gara, che per la prima volta in sede olimpica si svolgeva prima della 50 km, fu marcata da temperature eccezionalmente elevate ed era valida anche ai fini della combinata nordica.

## Risultati
| Pos.    | Atleta               | Nazione        | Tempo    |
| ------- | -------------------- | -------------- | -------- |
| Oro     | Sven Utterström      | Svezia         | 1:23'07" |
| Argento | Axel Wikström        | Svezia         | 1:25'07" |
| Bronzo  | Veli Saarinen        | Finlandia      | 1:25'24" |
| 4       | Martti Lappalainen   | Finlandia      | 1:26'31" |
| 5       | Arne Rustadstuen     | Norvegia       | 1:27'06" |
| 6       | Johan Grøttumsbråten | Norvegia       | 1:27'15" |
| 7       | Valmari Toikka       | Finlandia      | 1:27'51" |
| 8       | Ole Stenen           | Norvegia       | 1:28'05" |
| 9       | Väinö Liikkanen      | Finlandia      | 1:28'30" |
| 10      | Nils Svärd           | Svezia         | 1:29'05" |
| 11      | Sivert Mattsson      | Svezia         | 1:29'54" |
| 12      | Heigoro Kuriyagawa   | Giappone       | 1:31'34" |
| 13      | Kristian Hovde       | Norvegia       | 1:32'48" |
| 14      | Vladimír Novák       | Cecoslovacchia | 1:32'59" |
| 15      | Takemitsu Tsubokawa  | Giappone       | 1:33'15" |
| 16      | Antonín Bartoň       | Cecoslovacchia | 1:33'39" |
| 17      | Takeo Hoshina        | Giappone       | 1:35'47" |
| 18      | Bronisław Czech      | Polonia        | 1:36'37" |
| 19      | Léonce Crétin        | Francia        | 1:36'42" |
| 20      | Jaroslav Feistauer   | Cecoslovacchia | 1:37'55" |
| 21      | Harald Bosio         | Austria        | 1:38'23" |
| 22      | Jan Cífka            | Cecoslovacchia | 1:38'24" |
| 23      | Ole Zetterstrom      | Stati Uniti    | 1:38'26" |
| 24      | Albert Secrétan      | Francia        | 1:38'39" |
| 25      | Andrea Vuerich       | Italia         | 1:38'42" |
| 26      | Gino Soldà           | Italia         | 1:39'43" |
| 27      | Stanisław Marusarz   | Polonia        | 1:39'56" |
| 28      | Richard Parsons      | Stati Uniti    | 1:40'08" |
| 29      | Harald Paumgarten    | Austria        | 1:41'20" |
| 30      | Paul Mugnier         | Francia        | 1:41'34" |
| 31      | Stanisław Skupień    | Polonia        | 1:41'48" |
| 32      | Zdzisław Motyka      | Polonia        | 1:41'58" |
| 33      | Rolf Monsen          | Stati Uniti    | 1:42'36" |
| 34      | Severino Menardi     | Italia         | 1:43'04" |
| 35      | Arthur Pangman       | Canada         | 1:43'12" |
| 36      | Raymond Berthet      | Francia        | 1:43'38" |
| 37      | Saburo Iwasaki       | Giappone       | 1:44'07" |
| 38      | William Clark        | Canada         | 1:46'33" |
| 39      | John Taylor          | Canada         | 1:48'11" |
| 40      | John Currie          | Canada         | 1:49'03" |
| 41      | Gregor Höll          | Austria        | 1:55'18" |
| 42      | Erling Andersen      | Stati Uniti    | 1:58'13" |